# Dean Jaensch
Dean Harold Jaensch, né le 27 octobre 1936 à Kapunda et mort le 17 janvier 2022, est un politologue australien et professeur d'études politiques et internationales à l'université Flinders. Il est fait officier de l'ordre d'Australie.

## Biographie
Dean Harold Jaensch naît le 27 octobre 1936 à Kapunda
Il obtient un Bachelor of Arts, un Master of Arts et un doctorat de l'université d'Adélaïde. Il est l'auteur de nombreux ouvrages très appréciés (14) sur les partis politiques, la politique électorale et le comportement électoral dans la politique australienne, et s'intéresse également à la politique de l'Australie-Méridionale et celle du Territoire du Nord, au fédéralisme au sein de l'anglosphère et à la méthodologie empirique.
Il enseigne à l'université Flinders du début des années 1970 jusqu'à sa retraite en 2001. Il est professeur auxiliaire au Département de politique et de politique publique. Pendant des décennies, il est un éminent commentateur politique / pséphologue pour l'Australian Broadcasting Corporation et un contributeur fréquent à la radio locale en Australie-Méridionale. Dean Jaensch est également chroniqueur pour le journal The Advertiser et conférencier occasionnel à l'Université Flinders. Il s'exprime sur les affaires publiques et les machinations du gouvernement de l'État et du gouvernement national. Il plaide en faveur de la représentation proportionnelle et de la fin du vote obligatoire en Australie (mais pas nécessairement l'inscription obligatoire).
Dean Jaensch est fait officier de l'ordre d'Australie dans la liste des honneurs de l'anniversaire de la reine en 2003 pour les services rendus à l'éducation et à la politique 
Dean Jaensch est marié à Helen et a trois enfants. Il meurt le 17 janvier 2022, à l'âge de 85 ans,.

## Sélection de publications
- A Plague On Both Your Houses: Minor Parties in Australia, Allen & Unwin, Sydney, 1998 (avec David Mathieson).
- Power Politics: Australia's Party System, 3e éd., Allen & Unwin, Sydney, 1994.
- The Liberals, Allen & Unwin, Sydney, 1994.
- The Politics of Australia, Macmillan, Melbourne, 1992.